# ستيف وادينجتون
ستيف وادينجتون (بالإنجليزية: Steve Waddington)‏ هو لاعب كرة قدم بريطاني في مركز الوسط، ولد في 5 فبراير 1956 في Nantwich ‏ في المملكة المتحدة. لعب مع بورت فايل وستوك سيتي وماكليسفيلد تاون ونادي تشيسترفيلد ونادي والسول.